# Гай Цестій Галл (консул 42 року)
Гай Цестій Галл (лат. Gaius Cestius Gallus; ? —67) — державний та військовий діяч Римської імперії, консул-суффект 42 року.

## Життєпис
Походив з роду Цестіїв. Син Гая Цестія Галла, консула 35 року. Про початок кар'єри немає відомостей. З березня до серпня 42 року був консулом-суффектом разом з Гаєм Цециною Ларгом.
За правління імператора Нерона зумів увійти в довіру до нього. У 63 році призначається імператорським легатом-пропретором Сирії. У 63 році допомагав Гнею Доміцію Корбулону у війні проти Парфії.
У 66 році намагався вгамувати конфлікт в Юдеї, викликаний здирництвом прокуратора Гестія Флора, який намагався захопити Єрусалим, проте зазнав невдачі. Подальші спроби придушити юдейське повстання виявилися марними — Цестій зазнав поразки від повстанців у битві при Бет-Ґороні. Того ж року замість нього імператор призначає намісником Сирії Гая Ліцинія Муціана. Проте Цестій Галл, продовжував виконувати свої обов'язки до прибуття Муціана. У 67 році Гай Цестій Галл помирає (невідомо чи встиг до того його змінити на посаді Ліциній).